# Joanna Majdan-Gajewska
Joanna Majdan ou Majdan-Gajewska est une joueuse d'échecs polonaise née le 9 juin 1988 à Kozolin.
Au 1er avril 2019, elle est la cinquième joueuse polonaise et la 88e joueuse mondiale avec un classement Elo de 2 377 points.

## Biographie et carrière
Joanna Majdan a le titre de grand maître international féminin depuis 2009.
Elle a représenté la Pologne lors des olympiades féminines d'échecs de 2006, 2008 et 2010, remportant la médaille d'or individuelle au quatrième échiquier lors de l'Olympiade d'échecs de 2008.
De 2009 à 2017, elle participa à cinq championnats d'Europe d'échecs par équipes, remportant quatre médailles : 
- la médaille d'or individuelle à l'échiquier de réserve en 2009 ;
- la médaille d'argent par équipe en 2011 (elle jouait au troisième échiquier) ;
- la médaille de bronze par équipe en 2013 (elle jouait au troisième échiquier) ;
- la médaille d'or individuelle à l'échiquier de réserve en 2015.

Elle est mariée au grand maître international polonais Grzegorz Gajewski.